# Gösta Raquette
Gustaf (Gösta) Richard Raquette, född 7 februari 1871 i Tolfta församling i Uppsala län, död 10 maj 1945 i Lund, var en svensk missionär och universitetslärare.  
Han genomgick Svenska missionsförbundets missionsskola 1891–1893 och kom att verka som missionär för Svenska missionsförbundet samt var stationerad i Baku och Buchara 1895–1896, Kashgar 1896–1901 samt (efter att i England ha förvärvat kompetens som missionsläkare) i Jarkand 1904–1911 och åter i Kashgar 1913–1921, då han via Tibet och Indien återvände till Sverige.
Raquette var 1922–1924 lärare och examinator vid missionsskolan på Lidingö för blivande missionärer på turkiskt språkområde. År 1924 utnämndes han till docent i turkisk språkvetenskap vid Lunds universitet, vilket han förblev till 1937. Raquette studerade ingående uiguriska och hans arbeten om dess dialekter var banbrytande. Han reviderade en översättning på uiguriska av Nya testamentet (1911, på uppdrag av Brittiska bibelsällskapet), översatte Jobs bok (1921) och Psaltaren (1924) till samma språk och skrev bland annat A contribution to the existing knowledge of the Eastern Turkestan dialect (i "Journal de la Société finno-ougrienne", 26:5, 1909), Eastern Turki grammar (med ordbok, i "Mitteilungen des Seminars für orientalische Sprachen", 1912–1914) och Täbsiri Delili Muqäddes (Den lättförståelige helige vägvisaren; Kaschgar, 1916).
Raquette var ledamot av Vetenskapssocieteten i Lund (1925). Från sin första långa missionsresa förde han hem etnografica som idag finns på Statens museer för världskultur.